# Menoreh
Menoreh is een bestuurslaag in het regentschap Magelang van de provincie Midden-Java, Indonesië. Menoreh telt 7086 inwoners (volkstelling 2010).